# Dunakeszi Járműjavító Kft.
A Dunakeszi Járműjavító Kft. vasúti járművek, személy- és tehervagonok, továbbá közúti vonatok (villamosok és metrók) és egységeik felújításával, vizsgáztatásával, tervezésével és javításával foglalkozó állami tulajdonú vállalat Dunakeszin, Dunakeszi-Gyártelep vasúti megállóhely mellett. A Magyar Királyi Államvasutak alapította Dunakeszi Főműhelyből jött létre, amely 1950-től MÁV Járműjavító Vállalatként működött tovább. Az 1990-es években privatizálták, 1992-től kft. formájában működött tovább, a MÁV többségi tulajdonában. 2001–2014 között Bombardier Transportation MÁV Kft. néven létezett a cég, és 65%-ban a kanadai többségű Bombardier Transportation, 25%-ban pedig a MÁV Zrt. tulajdonában volt. 2014-ben a magyar állam többségi tulajdont szerzett a cégben, mintegy hat évig Dunakeszi Járműjavító Kft.-ként működött, majd 2020-ban az oroszországi Transmashholdingnak adták tovább.

## Története és híres vasúti vagonjai

### A kezdetektől amásodik világháborúvégéig
A MÁV 1911-ben – hosszas alkudozások eredményeképpen Dunakeszi falutól megvásárolt 77 kataszteri hold nagyságú területen – építkezést kezdett, amelynek célja egy új főműhely, illetve egy ahhoz tartozó lakótelep kialakítása volt. A megkezdett építkezés folytatását az első világháború akadályozta meg. 1913-ban és 1914-ben pályázatot hirdettek az építésre, A 17 ipari épület tervezésére és kivitelezésére 22 ajánlat érkezett. Korabeli híradások szerint végül a Stibinger és Apor cég (1. helyezett), illetve Schreiber Gyula vállalkozó (2. helyezett) tervét terjesztették fel elfogadásra a kereskedelmi miniszterhez, és vélhetően az ő munkájuk alapján épült fel az üzem.
1914 végére elkészült a kapus épület, az iroda, a tanoncműhely, a szertár, a villamos javítóműhely, a szállítási- és szerszámraktár, a faraktár, a lőszerfeldolgozó műhely, az olajraktár és a kazánház, és 1916-ig a nagy víztorony, valamint tető alá került a kovácsműhely. Elkészült a munkásotthon épülete is. 1918-ig megépítették a kocsiszerelő csarnok (mai: A-csarnok) vasvázának és vas tetőszerkezetének 95, falainak pedig 60%-át. Ezek a világháború idején egy több száz fő befogadására alkalmas hadikórházként működtek.
„A kilencszáz ágyas kórház, mely legnagyobb Budapest környékén, Rónay dr. törzsorvos vezetése alá került és melléje kilenc osztályvezető orvost rendelt ki a bécsi közös hadügyminisztérium. Nem érdektelen megemlíteni, hogy a házi munkát és az ápolást úgy oldották meg, hogy Dunakesziről rendelték ki a munkaerőt. Úgy rendelték el, hogy minden dunakeszii házból, a hol két asszony lakik, egyet, a hol három lakik, kettőt rendeltek ki az uj kórházhoz, a hol az uj munkában is szorgalmas népnek bizonyultak.”

#### MÁV lakótelep
Az Államvasutak a területen kezdettől fogva egy, Dunakeszitől elkülönülő, a MÁV-alkalmazottak számára lakhelyként szolgáló telep kialakítására törekedett. Elképzelései jól illeszkedtek a már a 16. századtól Európa nyugati részén megjelenő „gyártelepekéhez”, amelyeken egy-egy gyártulajdonos saját munkásainak és tisztviselőinek biztosított lakhatást, egyben kikapcsolódási lehetőséget is. Ezen telepek a családok számára korszerű lakhatási körülményeket jelentettek, az egyes ingatlanok bérleti összege pedig rendszerint alacsonyabb volt a telepen kívüli bérleti díjakénál. A beépíthető terület nagyságától függően családi házas vagy emeletes házas megoldásokat választottak az építtetők. A nagy magyarországi vasúti lakótelepek a főműhelyek körül alakultak ki elsősorban. Ezek között utolsóként az 1922-ben építeni kezdett Dunakeszi–Műhelytelep sorolható fel, amelynek kétszintes épületei tömbtelkeken létesültek. A dunakeszi telep házait az Alpár Ignác irodájában dolgozó Kotál Henrik tervezte 1919–1920-ban, aki ebben az időszakban a MÁV-nak is tervezett, és a Wekerletelep „K” típusjelű házait ő jegyzi.

#### A műhely működése

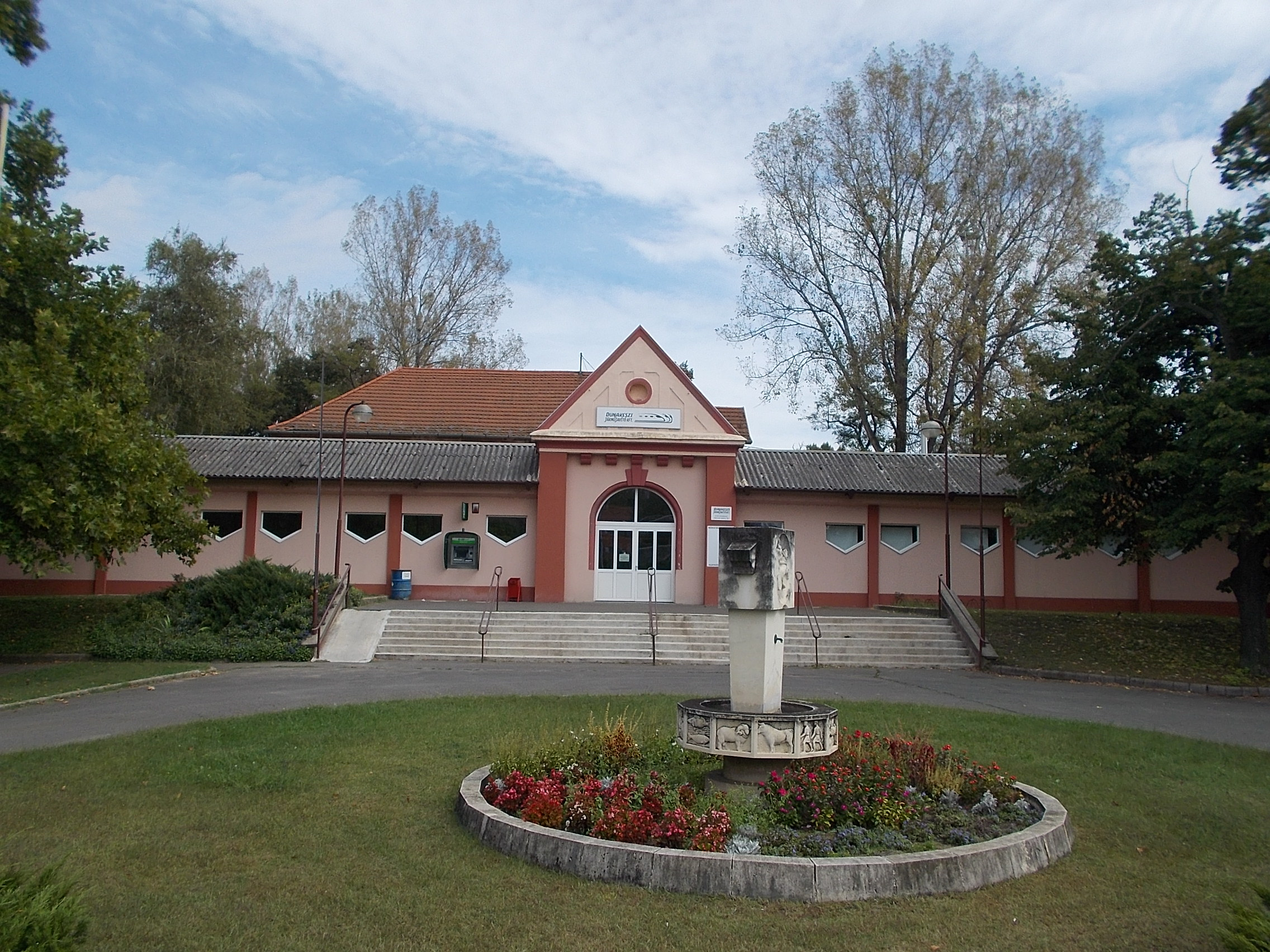
Bejárati épület

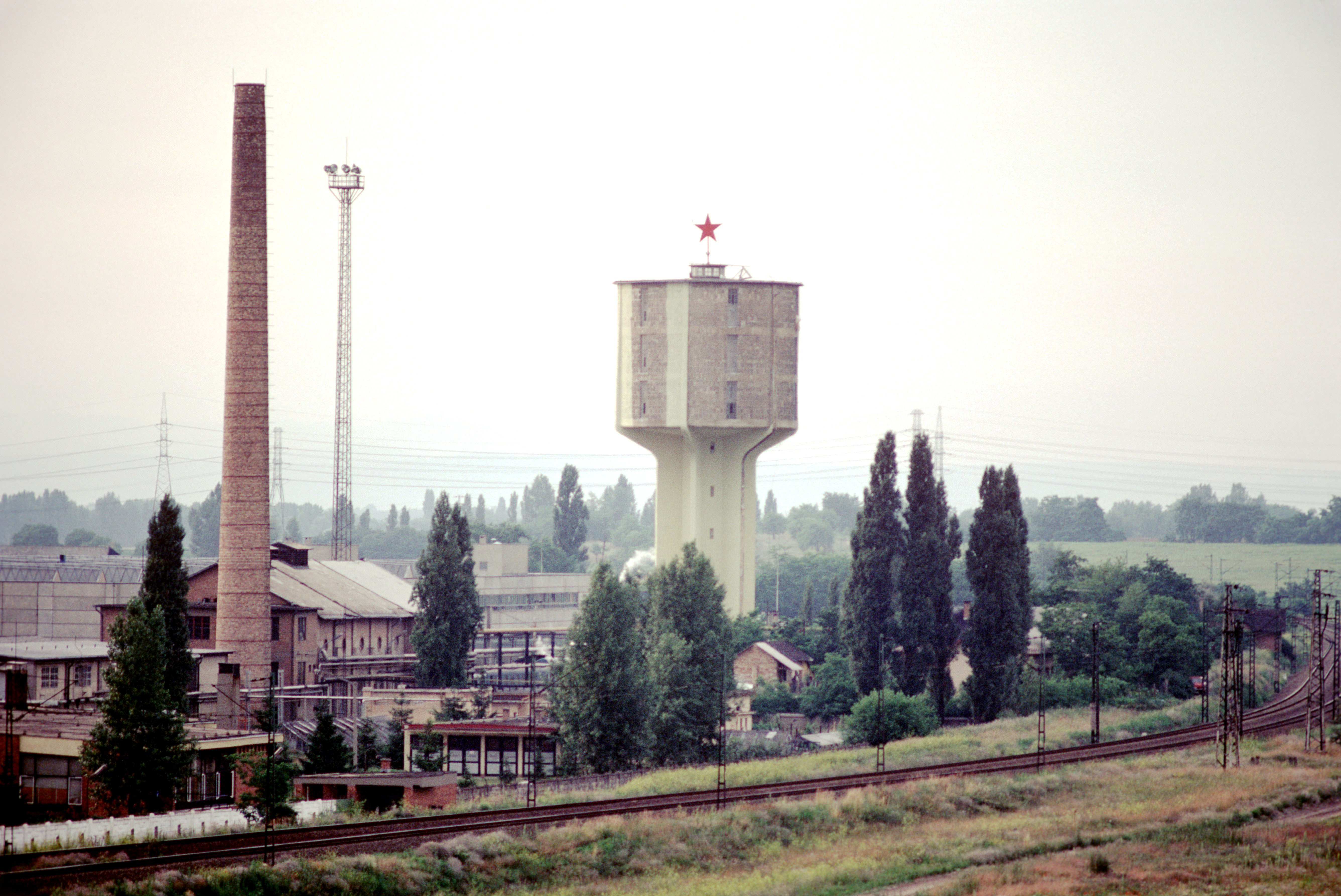
1985-ös archív felvétel

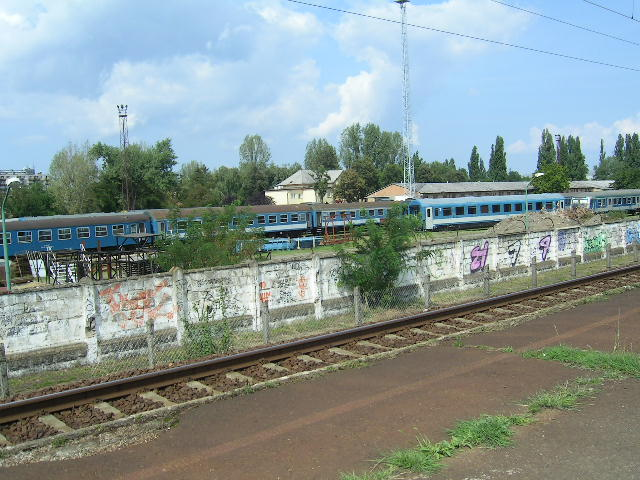
Képek Dunakeszi-Gyártelep megállóhely felől

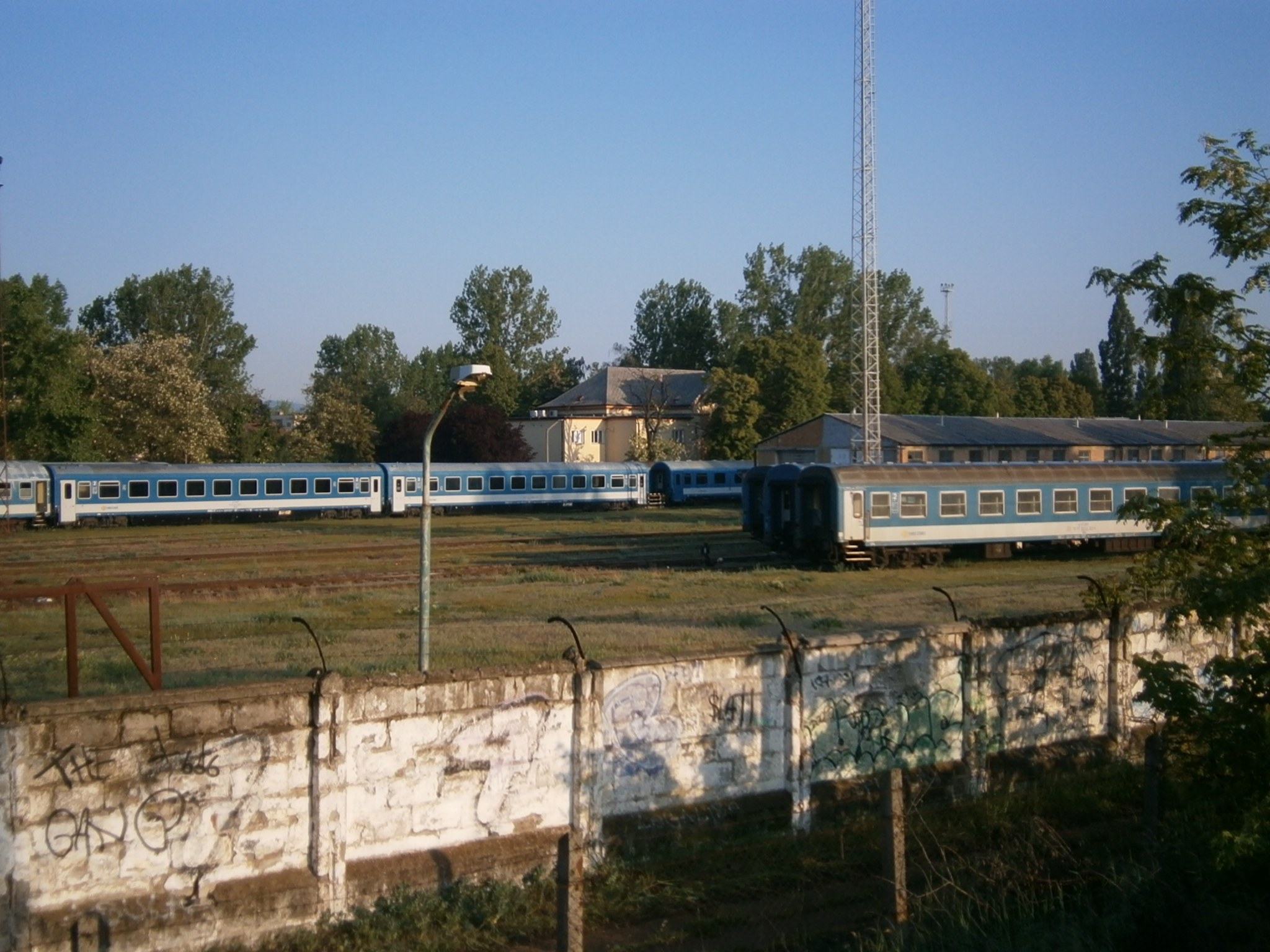
Képek Dunakeszi-Gyártelep megállóhely felől

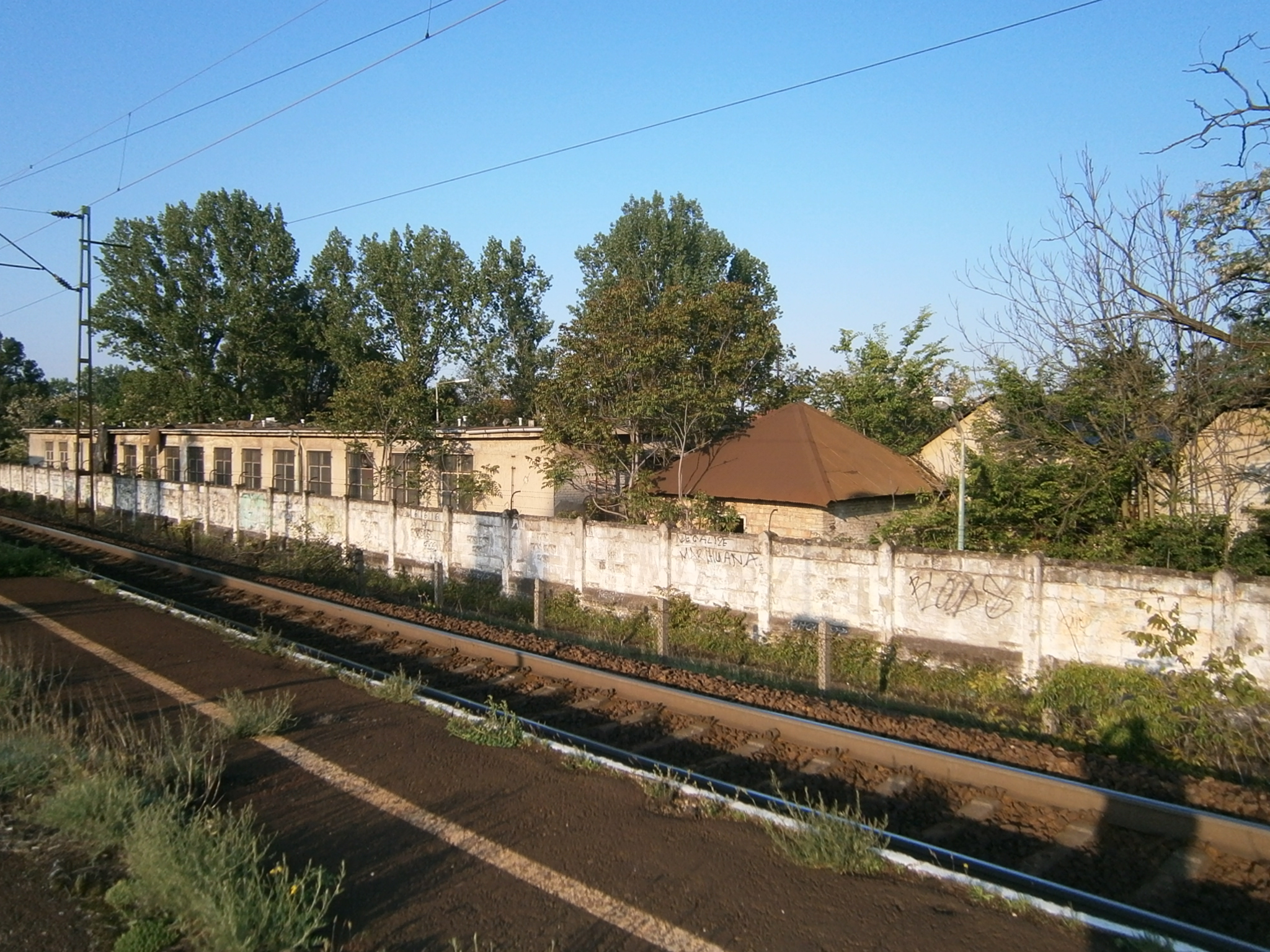
Képek Dunakeszi-Gyártelep megállóhely felől

A magyarországi vasúthálózat fejlődése egyre nagyobb számú vasúti kocsi megépítését és karbantartását tette szükségessé. A budapesti főműhelyek azonban túlzsúfoltak voltak, az Északi Főműhelyben kétszer egymást követően tűz ütött ki, ami komoly károkat okozott a Magyar Királyi Államvasutaknak (MÁV). A MÁV 1907-ben megvásárolt Dunakeszi község határában gazdáktól 77 kataszteri hold területet a váci vasútvonal és az országút között elterülő közlegelőből. 1911-ben az építkezések megkezdésekor létesítettek egy vasúti megállót akkor még egyszerűen "Dunakeszi megálló" néven, amely megálló jelenleg a Dunakeszi-Gyártelep nevet viseli.

A kereskedelmi miniszter 1911-ben adott engedélyt a főműhely kiépítésére, az év végén először az iparvágányokat fektették le. Az első világháború kirobbanásáig gőzerővel folyt az építkezés és 1926-ban megnyitották a gyárat, amely akkor kizárólag személy-, kalauz- és postakocsi javításával kezdett foglalkozni.
„A Dunakeszi Főműhely kizárólag személy-, kalauz-, és postakocsi javításával fog foglalkozni. Fenntartás céljából hozzá az összes négytengelyű személy- és kalauzkocsikat, a budapesti üzletvezetőség területén állomásozó 7 m-nél kisebb tengelytávú I., II. osztályú, a nem Cn-sorozatú kéttengelyű III. osztályú kocsikat, továbbá a teher-, kalauz-, MÁV-, posta-, és posta-kalauzkocsikat, végül az összes két-, három-, négytengelyű magyar királyi postakincstári postakocsikat osztottuk be.”
1922 és 1928 között folyt a munkáslakások építése közvetlenül a gyár mellett. A dolgozók szolgálati lakásként kapták őket a MÁV-tól és karbantartásukról is az gondoskodott. A gyár saját tűzoltósággal is rendelkezett, tagjai a műhelyekben és a lakótelepen rendészeti feladatokat is elláttak. A telephez tartozott még kultúrház és sportpálya. 1941-ben megindult az ipari tanuló képzés. 1944. december 8-án a frontvonal közeledése miatt az üzemben leállt a munka. Sajnos a nagy szerelőcsarnok tetőzete beomlott, a villamos vezetékek megrongálódtak és elpusztult az irattár is.

### Apártállam idején
A háború után közvetlenül a helyben és a környéken lakók közül mind többen jelentkeztek az üzemben felvételre, amely hamarosan dinamikus fejlődésnek indult. 1946 júliusában a gyárban tartották a vasúti közlekedés megindulásának 100 éves évfordulójának központi ünnepségét Tildy Zoltán köztársasági elnök és Gerő Ernő közlekedésügyi miniszter jelenlétében.  1950-ben már 1970 fő volt a létszám. Új víztornyot építettek, és elkészült a famegmunkáló műhely.1954-ben a 4 tengelyes vasúti kocsik számának növekedése és üzemeltetésének mellékvonalakra való kiterjesztése miatt a MÁV megterveztette az üzem mérnökeivel és legyártatta a KALÁKA elnevezésű forgóvázat (az elnevezése a három főmérnök, Kardos - Láncos - Kalmár nevéből született). Ezekben az években nagy kereslet volt a hálókocsik iránt a nemzetközi piacon, ugyanis Európában csak a franciák gyártottak hálókocsikat, ezért beindult a hálókocsi-gyártás is. A megnövekedett városok körüli, ún. hivatásforgalom egy olyan kocsitípus kifejlesztését igényelte, amely rövidtávú utazás mellett gyors utascserét biztosít. Így 1957-ben az üzem kidolgozta a Bah 4 tengelyes személykocsi terveit. Nagy sorozatban kezdték el gyártani  és e típus lényeges változtatások nélkül az üzemben 15 éven keresztül készült. 1965-ben kétszintes üzemorvosi rendelőt építettek a dolgozók egészségügyi ellátása végett. A 60-as évek közepén a BHÉV megrendelésére készültek motor- és pótkocsik, továbbá ekkor fejlesztették ki az ingajáratok végett a Bat vezérlőállásos kocsikat. 1965-ben megszületett a BDat poggyászteres vezérlőállásos kocsi. 1966-ban a vasutasnapon adták át az 1000. Bah kocsit. Ennek az időszaknak egy másik kiemelkedő teljesítménye volt a Hargita motorvonat, valamint az új Kormányzati kocsik (közismertebb nevén a Kádár-vonat) kialakítása. 1968-ra az üzem dolgozói létszáma már elérte a 3000 főt. 1968-'69 ben itt építettek a Magyar Államvasutak megrendelésére 20 darab ún. villamos fűtőkocsit. 1973-tól kezdődtek meg a Ba (később By megjelölésű) kocsik sorozatgyártása. 1984-85-ben történt meg az AcBc és a Bc jelű fekvőhelyes kocsik gyártása.

### Arendszerváltásután
1992-ben került sor az üzem kft-vé alakítására, de továbbra is 100%-ban MÁV tulajdonban maradt. 1994-ben kezdődött el a magyar gyártmányú (második generációs) InterCity kocsik komolyabb átalakítása DVJ’93 fantázianévvel. 1995-ben készült el a RoLa kocsik legelső típusa, azaz a "Gördülő Országút". 1995-től kezdődött meg régebbi kocsik átalakításából a Z1 típusú, fülkés kivitelű, 200 km/óra sebességre is alkalmas, nemzetközi utakra szánt vagonok kialakítása. 1996-ban az Adtranz 39% tulajdont szerzett a társaságban. A MÁV 51%-os, a munkavállalók pedig 10%-os tulajdoni hányaddal rendelkeztek, ám 1997-ben a MÁV további 25,9% üzletrészt eladott az Adtranz-nak. 1997-ben a társaság megszerezte az ISO 9001 minősítést. 1998-ban kezdődött meg a korábbi Bhv kocsik és poggyászteres vezérlőkocsik modernizálása. 1999-ben az üzem saját tervei alapján legyártott 20 db fekvőhelyes kocsit az ÖBB részére. 2000-ben korszerűsítették a KALÁKA forgóvázakat.

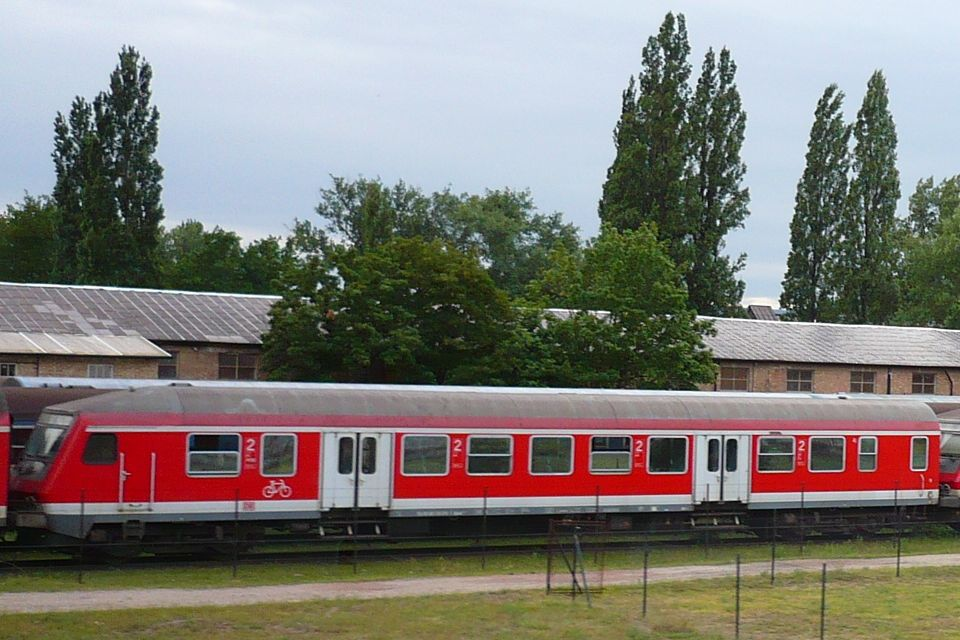
Egy Halberstadti vezérlőkocsi a vagongyár egyik tárolóvágányán átfestés előtt 2007-ben

2001 februárjában megkezdődött görög megrendelésre 42 db kocsi felújítása és még ugyanebben az évben a DaimlerChrysler GbmH eladta a Bombardier-nek az Adtranz-t. 2006-tól kezdtek érkezni az üzembe MÁV által Németországból vásárolt Halberstadti kocsik ezeknek honosítását végezték. A gyár 2006-ban a Budapest–Vác–Szob–Štúrovo (Párkány, SK) vonalon közlekedő BDt-szerelvények kocsijainak főjavítását végezte el, majd 2007-ben londoni metrókocsikat építette újjá. Ugyanebben az évben a Svájci Szövetségi Vasutak (SBB) új, légkondicionáló berendezéssel ellátott, alacsonypadlós Inova kocsiszekrényeket rendelt a járműjavítótól, amelyből 2012 májusáig 142 darabot szállítottak le. Emellett a szintén svájci Bern–Lötchberg–Simplon vonalon közlekedő szerelvényeket üzemeltető magántársaság számára motorvonat-alvázakat is gyártottak. 2012 áprilisáig 25 motorvonat 100 alváza készült el Dunakeszin. 2008-ban az üzem a MÁV Zrt.-nek dolgozott: 10 darab harmadik generációs InterCity kocsit modernizáltak. És megkezdődött a harmadik generációs InterCity kocsik elkészítése, továbbá itt zajlott a TRAXX mozdonyok hazai viszonyokra történő átalakítása és flottaszínűre történő átfestése. 2009 elején norvég személykocsik érkeztek modernizálásra és vizsgáztatásra. A 2008-as gazdasági válság elhúzódása igen megnehezítette az üzem életét. A megrendelések állománya lecsökkent, az üzem iránt pedig kevés érdeklődést mutató Bombardier pedig nem volt képes munkát szerezni a telephelynek. 2013-ban a járműjavító már erősen veszteséges volt. 2014. szeptember 19-én a magyar állam visszavásárolta a Dunakeszi Járműjavító többségi részét.
Az állam közbenjárásával a vállalat több munkát is sikeresen szerzett meg. 2014-ben a Bombardier Transportation Austria rendelt meg a dunakeszi üzemtől 6 darab hétrészes linzi, és 10 darab opciós háromrészes manchesteri Flexity villamos szekrényvázának legyártását, valamint további 16 manchesteri Flexity gyártására vonatkozó opcióját is lehívta. Ugyanebben az évben a Monteplan GmbH. számára felújítottak három villamost, továbbá helyreállítottak és a forgalom számára visszaadtak egy balesetet szenvedett frankfurti villamost. 2015 októberében a társaság együttműködési megállapodást kötött a Stadler Rail-csoport magyarországi képviselőjével, a Stadler Trains Magyarország Kft.-vel, amelynek értelmében közösen indulnak a magyarországi járműbeszerzéseken, a dunakeszi üzem a végösszeszerelésért és üzembe helyezésért felelős. 2017. február 6-án pedig a két fél közös gyártási szándéknyilatkozatot írt alá. 2017. április 12-én a MÁV-Start Zrt. szerződést kötött a Stadler Bussnang AG-vel, amelynek értelmében a svájci cég minimum tíz, maximum negyven hatrészes, emeletes villamos vonatot, ún. KISS-szerelvényt [KISS = Konfortabler Innovativer Spurstarker S-Bahn-Zug = komfortos, innovatív, sínbiztos elővárosi vonat] szállít a magyar vasúti társaságnak. A gyártásban a Stadler szolnoki üzeme (kocsiszekerények, forgóvázak), valamint a Dunakeszi Járműjavító Kft. is részt kapott. Utóbbi területén festik a betétkocsikat, és itt is szerelik össze, majd helyezik üzembe a szerelvényeket. A gyártás augusztus 8-án megkezdődött. Az első 10 szerelvény bekerülési összege 16,7 millió euró per darab, amelyet a MÁV-Start Zrt. uniós forrásból, az Integrált Közlekedésfejlesztési Operatív Program támogatásával tud fedezni. A kocsik jóval felszereltebbek lesznek, mint a már ismert Flirt-vonatok, nő a férőhelyek száma, lehetőség lesz bicikli és babakocsi könnyű szállítására, illetve az akadálymentesítés is magas fokú (külön mellékhelyiség, megfelelő kocsi-kialakítás). A tágas, világos belső térrel, illetve a vonatvezetők számára is modern eszközökkel felszerelt járművek végsebessége 160–200 km/h között lesz, és 2019-ben kezdik meg forgalomba állításukat. Az első szerelvények a Budapest–Vác–Szob, illetve a Budapest–Cegléd–Szolnok vonalakon szállítják majd az utasokat. A cég eközben egy nagyon különleges megrendelésnek is eleget tesz: az 1938-ban itt épített, a Szent Jobbot szállító aranyvonat a második világháború folyamán elpusztult. A MÁV Nosztalgia Kft. megrendelése alapján 2017. év végéig a dunakeszi üzem legyártja a kocsi hű mását, majd a korhű berendezések, felépítmény is elkészül. A projektösszeg 78 millió forint.
2020 kezdetén a járműjavító egyik legnagyobb megrendelése körvonalazódott. Egy magyar-orosz befektetői kör 1300 vasúti kocsi gyártására szerzett megrendelést az Egyiptomi Államvasúttól. A Dunakeszi Járműjavítót a gyártás egyik telephelyéül választották ki. A magyar állam a járműjavítót 2020 nyarán eladta az orosz Transmasholding csoportnak, Dunakeszin pedig meg is kezdődött az Egyiptom számára épülő személykocsik gyártása. 2022 nyarán az egyiptomi üzletben addig partnerként működő magyar vállalkozók teljesen kivásárolták az oroszokat a járműjavítóból, így az újra magyar tulajdonba került.

## Iparvágány

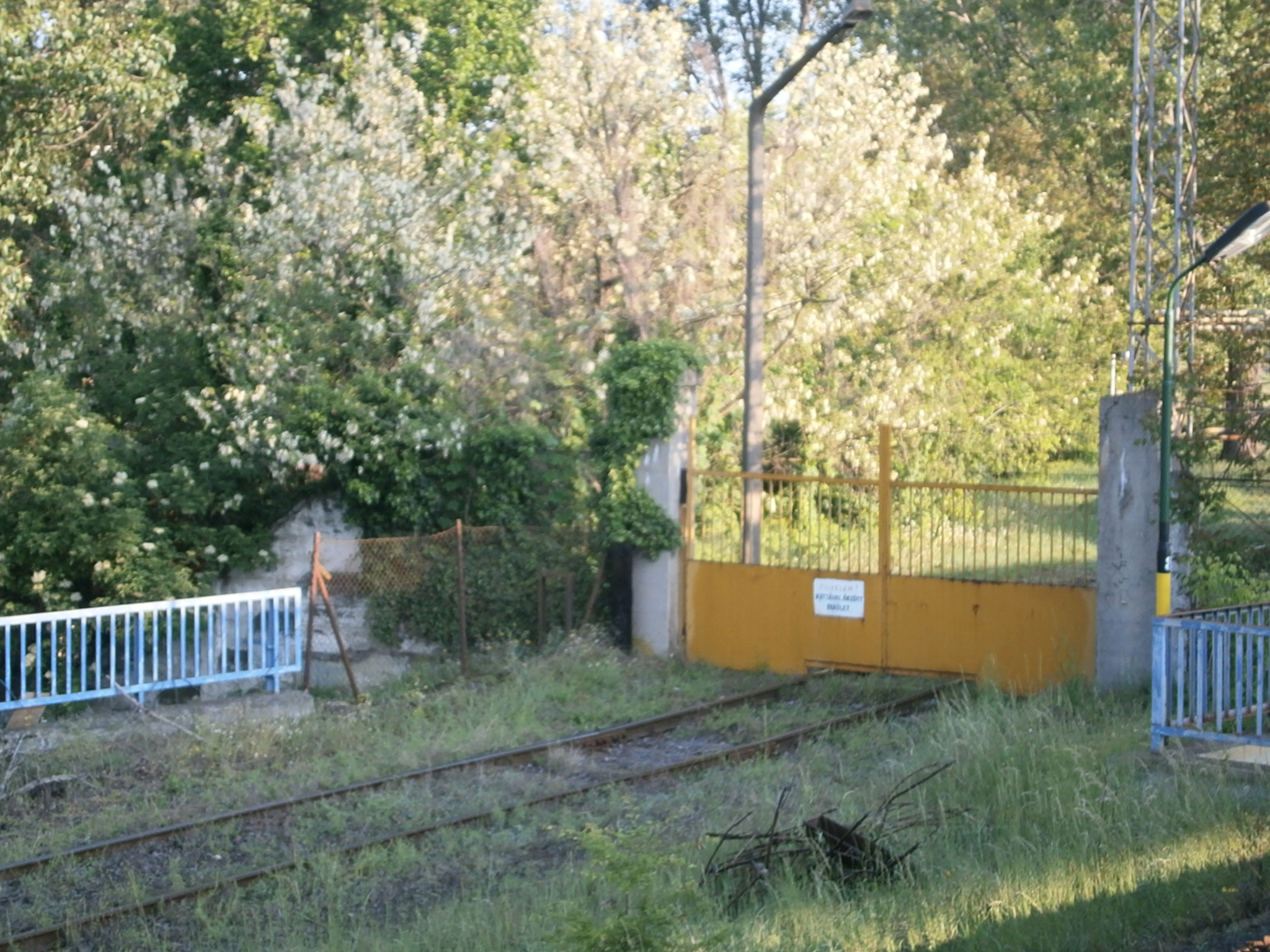
Az iparvágány bejárata

Az ipartelep saját iparvágánnyal rendelkezik, amely telepen belül komoly hálózattá alakul. Az iparvágány bejárata ugyan a MÁV Dunakeszi-Gyártelep megállóhely mellett van, de nem onnan ágazik ki, hanem jóval korábban, Dunakeszi vasútállomásnál a Budapest–Szob-vasútvonalból. Ezt követően a fővonallal párhuzamosan halad Dunakeszi-Gyártelepig, és ott megy be a telephelyre.

## Érdekességek
- A gyárnak két saját tulajdonú tolató dízelmozdonya van: egy M43-asa (Kisdácsia), és egy "Mazsolája", továbbá szükség esetén használnak egy sínen is közlekedni képes traktort.
- A gyár tároló vágányain (főképp a vasútbarátok szempontjából) több érdekes vagont is fel lehet fedezni, mint például a 2003-ban leselejtezett postakocsik többségét, "bautzeni" (NDK-s) vagonokat, leselejtezett magyar gyártású háló- és fekvőhelyes kocsikat és a legelső magyar InterCity étkező-bisztrókocsikat.

## Külső hivatkozások
- A Dunakeszi Járműjavító Kft. honlapja
- A Bombardier hivatalos oldala (angolul)
- Rövid video a vagongyárról a vasútról nézve. YouTube